# هرابال ۴۱۱۲
سیارک ۴۱۱۲ (به انگلیسی: 4112 Hrabal، نامگذاری:1981ST) چهار هزار و صد و دوازدهمین سیارک کشف شده‌است که در ۲۵ سپتامبر ۱۹۸۱ کشف شد.
قدر مطلق سیارک برابر ۱۱٫۳۰ است.